# Сиднин, Михаил Александрович
Михаил Александрович Сиднин (род. 23 октября 1989, Курган) — российский пловец (спорт лиц с поражением опорно-двигательного аппарата), участник Паралимпийских игр в Пекине. Рекордсмен мира (2007), 5-кратный рекордсмен Европы, 31-кратный рекордсмен России. Работает тренером в Санкт-Петербургском государственном бюджетном учреждении спортивная школа олимпийского резерва по водным видам спорта «Экран».

## Биография
Михаил Александрович Сиднин родился 23 октября 1989 года в городе Кургане Курганской области, в 2007 году окончил среднюю общеобразовательную школу № 26.
Плаванием Михаил начал заниматься в Курганской школе олимпийского резерва № 1, под руководством тренера Светланы Анатольевны Кирилловой. Затем перешёл к Мыларщиковой Ольге Викторовне, ныне заслуженному тренеру России. 
Участник Паралимпийских игр в Пекине 2008 года (100 метров баттерфляем, занял 9 место с результатом 1:08.47). Серебряный призер чемпионата мира 2010 года (в эстафете), победитель (в эстафете) и бронзовый призер чемпионата Европы 2011 года, победитель Кубка Европы в 2007 года, рекордсмен мира 2007 года, 5-кратный рекордсмен Европы, 31-кратный рекордсмен России, 46-кратный чемпион России.
15 декабря 2013 года был удостоен высокой чести стать одним из факелоносцев эстафеты олимпийского огня зимних Олимпийских игр 2014 года в Сочи. Он нёс факел в городе Кургане по улице Карла Маркса.
В 2015 году окончил Курганский государственный университет по программе специалитета (специальность «Юриспруденция»).  Учился в Тюменском государственном университете по специальности «физическая культура».
В 2018 году окончил Национальный государственный университет физической культуры, спорта и здоровья имени П. Ф. Лесгафта (Санкт-Петербург) и получил диплом магистра с отличием по направлению подготовки 49.04.02 Физическая культура для лиц с отклонениями в состоянии здоровья (адаптивная физическая культура).
В настоящее время тренируется в Санкт-Петербургском ГБОУДОД «Специализированная детско-юношеская школа олимпийского резерва по водным видам спорта «Экран» у заслуженного тренера России Байдаловой Ольги Николаевны. С 2018 года работает там же тренером.

## Рекорды
- Рекорд мира: 200 м комплексное плавание — 2.35,33 (Саратов, 2007)[6]

## Награды и звания
- Мастер спорта России (по спорту лиц с поражением опорно-двигательного аппарата), 2 апреля 2010 года[7]
- Мастер спорта России международного класса по плаванию (по спорту лиц с поражением опорно-двигательного аппарата), 4 апреля 2011 года[8][9]
- Заслуженный мастер спорта России  (по спорту лиц с поражением опорно-двигательного аппарата), 4 марта 2013 года[10]
- Благодарность Президента Российской Федерации (5 мая 2025) — за заслуги в области физической культуры и спорта, многолетнюю добросовестную работу
- Звание «Лучший спортсмен Курганской области» по итогам 2008, 2010, 2011 и 2012 годов[11]